# Campeonato Asiático de Atletismo de 2011 - 800 m masculino
A prova dos 800 metros masculino do Campeonato Asiático de Atletismo de 2011 foi disputada entre os dias 9 e 10 de julho de 2011 no Kobe Universiade Memorial Stadium em Kobe,  no Japão.

## Recordes
Antes desta competição, os recordes mundiais e do campeonato nesta prova eram os seguintes:
|                       | Nome               | Nacionalidade | Tempo     | Local       | Data                 |
| --------------------- | ------------------ | ------------- | --------- | ----------- | -------------------- |
| Recorde mundial       | David Rudisha      | Quênia        | 1m 43s 18 | Rieti       | 29 de agosto de 2010 |
| Recorde do campeonato | Majed Saeed Sultan | Catar         | 1m 44s 27 | Incheon     | 2005                 |
| Recorde asiático      | Yusuf Saad Kamel   | Bahrein       | 1m 42s 79 | Fontvieille | 29 de julho de 2008  |

## Medalhistas
| Ouro                    | Prata               | Bronze            |
| Mohammad Al-Azemi (KUW) | Sajjad Moradi (IRN) | Ghamnda Ram (IND) |

## Cronograma
Todos os horários são locais (UTC+9).
| Data        | Hora  | Evento  |
| ----------- | ----- | ------- |
| 9 de julho  | 17:25 | Bateria |
| 10 de julho | 15:20 | Final   |

## Resultados

### Bateria
Qualificação: 2 atletas de cada bateria  (Q) mais os  2 melhores qualificados (q).
| Posição | Bateria | Atleta                | Nacionalidade  | Tempo   | Notas |
| ------- | ------- | --------------------- | -------------- | ------- | ----- |
| 1       | 2       | Masato Yokota         | Japão          | 1:50.92 | Q     |
| 2       | 2       | Mohammad Al-Azemi     | Kuwait         | 1:51.14 | Q     |
| 3       | 2       | Farkhod Kuralov       | Tajiquistão    | 1:51.43 | q     |
| 4       | 1       | Ghamnda Ram           | Índia          | 1:51.76 | Q     |
| 5       | 1       | Ehsan Mohajer Shojaei | Irão           | 1:51.76 | Q     |
| 6       | 2       | Ali Muhammad          | Paquistão      | 1:51.81 | q     |
| 7       | 1       | Belal Mansoor Ali     | Bahrein        | 1:52.35 |       |
| 8       | 3       | Sajeesh Joseph        | Índia          | 1:52.97 | Q     |
| 9       | 3       | Sajjad Moradi         | Irão           | 1:53.02 | Q     |
| 11      | 3       | Takeshi Kuchino       | Japão          | 1:53.46 |       |
| 12      | 3       | Abdul Haris           | Indonésia      | 1:53.47 |       |
| 13      | 1       | Mohammed Al-Salhi     | Arábia Saudita | 1:54.17 |       |
| 14      | 1       | Vemmiyev Azat         | Turquemenistão | 1:56.32 |       |
| 15      | 3       | Nguyễn Đình Cương     | Vietname       | 1:58.78 |       |
| 16      | 2       | Hafiy Tajuddin Rositi | Brunei         | 2:00.58 |       |
| 17      | 2       | Shifaz Mohamed        | Maldivas       | 2:00.61 |       |
| 18      | 1       | Chittavong Phaisenkon | Laos           | 2:11.51 |       |

### Final
A final da prova ocorreu dia 10 de julho às 15:20.
| Posição           | Raia | Atleta                | Nacionalidade | Tempo   | Notas |
| ----------------- | ---- | --------------------- | ------------- | ------- | ----- |
| Medalha de ouro   | 5    | Mohammad Al-Azemi     | Kuwait        | 1:46.14 |       |
| Medalha de prata  | 6    | Sajjad Moradi         | Irão          | 1:46.35 |       |
| Medalha de bronze | 7    | Ghamnda Ram           | Índia         | 1:46.46 |       |
| 4                 | 4    | Masato Yokota         | Japão         | 1:47.05 |       |
| 5                 | 8    | Sajeesh Joseph        | Índia         | 1:48.56 |       |
| 6                 | 3    | Ehsan Mohajer Shojaei | Irão          | 1:49.44 |       |
| 7                 | 9    | Farkhod Kuralov       | Tajiquistão   | 1:51.13 |       |
| 8                 | 2    | Ali Muhammad          | Paquistão     | 1:56.09 |       |

Legenda
| Recorde mundial       | Recorde mundial (World record)               |                       | Recorde africano                      | Recorde africano (African) |                                           | Q | Classificado por posição (Qualified) |
| Recorde do campeonato | Recorde do campeonato (Championship record)  | Recorde da América    | Recorde da América (Americas)         | q                          | Classificado por melhor tempo (Qualified) |   |                                      |
| Melhor marca do ano   | Melhor marca do ano (World leading)          | Recorde asiático      | Recorde asiático (Asian)              | DNS                        | Não largou (Did not start)                |   |                                      |
| Recorde nacional      | Recorde nacional (National record)           | Recorde europeu       | Recorde europeu (European)            | DNF                        | Não terminou (Did not finish)             |   |                                      |
| Recorde pessoal       | Recorde pessoal do atleta (Personal best)    | Recorde da Oceania    | Recorde da Oceania (Oceania)          | DSQ / DQ                   | Desclassificado (Disqualified)            |   |                                      |
| Recorde da temporada  | Recorde da temporada do atleta (Season best) | Recorde sul-americano | Recorde sul-americano (South America) | NM                         | Sem marca (No mark)                       |   |                                      |